# Soucht
Soucht é uma comuna francesa na região administrativa de Grande Leste, no departamento de Mosela. Estende-se por uma área de 10,75 km². Em 2010 a comuna tinha 1 066 habitantes (densidade: 99,2 hab./km²).